# Фридрих фон Рабенсвалде
Фридрих фон Рабенсвалде (на немски: Friedrich, Graf von Rabenswald/Rabenswalde; † 11 август 1312) е граф от фамилията фон Рабенсвалде и Вие от Тюрингия и произлиза от рода на графовете фон Кефернбург.

## Произход и наследство
Той е син на граф Албрехт I фон Кевернбург, Вие, Рабенсвалд († сл. 27 юли 1255). Внук е на граф Гюнтер III фон Шварцбург-Кефернбург) († сл. 31 март 1223) и принцеса Дитбург фон Анхалт († 1228), дъщеря на граф Зигмунд фон Анхалт (не от род Аскани) и Амалия фон Хенеберг; или дъщеря на княз Албрехт VI фон Анхалт-Кьотен († 1423) и Елизабет фон Кверфурт († 1452). Брат е на бездетния граф Бертолд II фон Шварцбург-Рабенсвалд, бургграф на Знайм († 7 август 1312), женен 1277 г. за Вилибирг фон Хелфенщайн († 27 август 1314).
Графовете фон Кефернбург се наричат за първи път през 1190 г. като графове на Рабенсвалде на това графство. Резиденцията на господството е построеният през 1233 г. замък Рабенсвалд.
Със смъртта на граф Фридрих фон Рабенсвалде през 1312 г. изчезва мъжката линия на графовете фон Рабенсвалде-Вие. Замъкът Рабенсвалд е унищожен ок. 1350 г. по времето на Тюрингската графска война (1342 – 1346).

## Фамилия
Фридрих фон Рабенсвалде се жени ок. 8 юли 1280 г. за Елизабет, графиня фон Мансфелд и Остерфелд († сл. 3 юни 1320), дъщеря на граф Херман II, бургграф фон дер Нойенбург и Фрайбург, граф фон Мансфелд, Берка, Остерфелд († сл. 1308) и Хайлвиг фон Берка († сл. 1285), дъщеря на граф Дитрих III фон Берка († 1251/1252) и Хайлвиг фон Лобдебург († 1252). Те имат две дъщери:
- Мехтхилд фон Рабенсвалде († между 23 август 1334 и 17 март 1338/сл. 1339), наследничка на Вие и Рабенсвалд, омъжена пр. 24 ноември 1290 г. за граф Херман IV фон Ваймар-Орламюнде († между 9 август и 20 ноември 1319)
- Юта фон Кефернбург, омъжена ок. 1308 г. за Рудолф II Шенк фон Таутенбург